# Doucen
Doucen (الدوسن) est une commune de la wilaya d'Ouled Djellal située entre Tolga au nord et Ouled Djellal au sud. Elle est à 30 km au bas-côté de l'Atlas saharien (versant sud) qui débouche dans son versant nord sur la ville de M'doukal (Batna).
C'est une oasis à forte vocation agricole, on y produit essentiellement des dattes, mais aussi du melon et de la pastèque.

## Toponymie
L'origine du nom viendrait du berbère et signifierait le bas-côté.

## Histoire
Elle a été élevée au statut de commune en 1958.

## Urbanisme
La commune de Doucen étant très vaste, elle regroupe plusieurs centres urbanisés dont le plus important après Doucen ville est Tafechna.
La commune compte 16 écoles primaires, 3 collèges d'enseignement moyen et un lycée.

## Économie

### Agriculture
- 49 000 palmiers dattiers.
- 80 000 petits palmiers.
- 130 000 plants.
- 18 000 arbres fruitiers.

### Souk / marché
La commune possède un marché en plein air.
Depuis 1990, l'élevage bovin s'est considérablement développé à Doucen et ses environs, la commune de Doucen rivalise avec les villes du nord de l'Algérie en matière d'élevage bovin et de production laitière.